# Historia de la filosofía sin temor ni temblor
Historia de la Filosofía sin temor ni temblor es un libro escrito por Fernando Savater en el que narra los sucesos más importantes de la filosofía. Mediante una charla entre dos amigos, el autor va contando la historia de la filosofía, desde Sócrates hasta María Zambrano pasando por Aristóteles, Diógenes, Zenón, Epicuro, Tomás de Aquino, etc. El libro es la cuarta entrega de la tetralogía dedicada a la filosofía, siendo los otros Ética para Amador, Política para Amador y Las preguntas de la vida.

## Personajes
Los personajes de este libro, evidentemente, son filósofos. No obstante, hay dos jóvenes que debaten el tema al final de cada capítulo. Estos son Alba y Nemo, y tienen 12 y 13 años.

### Alba
Alba es una chica que muestra interés por el tema y es la que hace que Nemo se interese por la filosofía.

### Nemo
Nemo, por el contrario, es un chico que piensa que la filosofía no sirve para nada. Con ayuda de Alba, se va interesando poco a poco y acaba viéndolo como un tema fascinante.

## Temas
El libro no contiene fechas mas sí que incluye  una cronología dividida en los apartados Filósofo, Escuela (Grandes obras) y Su época, además de un índice onomástico al final.